# 金沢東部環状道路
金沢東部環状道路（かなざわとうぶかんじょうどうろ）は、石川県金沢市今町から同市鈴見台に至る国道159号（重複：国道249号）のバイパス道路である。地域高規格道路で金沢市の環状道路である金沢外環状道路の一部を形成している。通称は山側環状（やまがわかんじょう）、金沢東環（かなざわとうかん）。いずれも金沢外環状道路を含めた呼称となっている。

## 概要
当初は一般国道159号ではなく一般国道8号として事業化されていた。

### 路線データ
- 路線名：一般国道159号 金沢東部環状道路[1][2]
- 起点：石川県金沢市今町[1][2]
- 終点：石川県金沢市鈴見台[1][2]
- 総延長：9.4 km[1]
- 標準幅員：24.5 m[1]
- 道路規格：第3種第1級[1]
- 設計速度：80 km/h[1]
- 車線数：4車線（一部区間は暫定2車線）[1]
- 事業主体：国土交通省北陸地方整備局金沢河川国道事務所[1][3]

## 歴史
- 1985年（昭和60年）7月30日 - 都市計画道路今町鈴見線として都市計画決定[1][7]。
- 1987年度（昭和62年度）
  - 同年度中 - 事業化[1][7]。
  - 11月25日 - 杭打ち[8]。
- 1988年度（昭和63年度） - 用地着手[1]、梅田出入口を追加する都市計画変更[7]。
- 1991年度（平成3年度） - 工事着手[1]。同年8月24日に起工式[9]。
- 1995年（平成7年）4月28日 - 地域高規格道路金沢外環状道路の整備区間に指定[1]。
- 2001年（平成13年）3月21日 - 今町JCT - 梅田IC間開通[7]。
- 2003年（平成15年）3月24日 - 東長江IC - 鈴見交差点間開通[7]。
- 2004年（平成16年）3月20日 - 梅田IC - 金沢森本IC間開通[10][7][11]。合わせて金沢森本ICと月浦白尾インターチェンジ連絡道路の白尾西IC - 内日角IC- 舟橋ICが開通し、のと里山海道と北陸自動車道が信号のない道路で結ばれる[12]。
- 2006年（平成18年）4月15日 - 金沢森本IC - 東長江IC間延長3.6 kmが暫定2車線で開通に伴い全線開通（暫定2車線）[1][4][5][7][13]。合わせて、山側環状の都市計画道路鈴見新庄線のうち 金沢市田上本町 - 金沢市野田町および金沢市山科町 - 金沢市窪三丁目が開通し、山側幹線が全線開通[14][10]。
- 2008年（平成20年）4月1日 - 並行する旧道を一般国道159号から一般国道359号（金沢市吉原町、森本交差点 - 金沢市東山、浅野川大橋交番前交差点）および一般県道森本津幡線（金沢市今町地先 - 金沢市吉原町、森本交差点 ）に変更し石川県に移管。また、主要地方道金沢井波線（金沢市鈴見台、鈴見交差点 - 金沢市田井町、田井町交差点）および金沢市道（金沢市田井町、田井町交差点  - 金沢市橋場町、橋場交差点）を一般国道159号に変更し石川県および金沢市から国土交通省に移管し、金沢東部環状道路を本線とする[15]。
- 2009年（平成21年）12月12日 - 鈴見交差点が暫定2車線で高架化（延長0.7 km）[1][16][7]。
- 2010年（平成22年）3月27日 - 神谷内ICが供用開始[1][17][7]。
- 2012年（平成24年）12月19日 - 東長江IC - 鈴見IC間4車線化（延長2.4 km）[1][18][7]。
- 2017年（平成29年）12月9日 - 神谷内IC - 東長江IC間4車線化（延長1.8 km）[1][5][19]。
- 2021年（令和3年）3月 - 広域道路ネットワーク路線における高規格道路に指定[1]。
- 2023年（令和5年）8月11日 - 月浦町 - 神谷内町間延長1.8 km4車線化[20][21]。

## インターチェンジなど
- 今町JCT（国道8号金沢バイパス・国道8号（国道159号・国道249号）月浦白尾インターチェンジ連絡道路津幡バイパス）
- 梅田IC（石川県道215号森本津幡線）
- 観法寺PA
- (17-1) 金沢森本IC（E8 北陸自動車道・国道304号・国道359号）[11]
- 神谷内IC（金沢市道）[5]
- 東長江IC（石川県道210号清水小坂線）
- 鈴見IC（国道159号・国道249号・石川県道27号金沢井波線）

## 路線状況

### 主要構造物
- 今町高架橋（金沢外環状道路、金沢市）
- 梅田跨線橋（金沢外環状道路、IRいしかわ鉄道線、金沢市）
- 森本トンネル（金沢外環状道路、金沢市）
- 堅田高架橋（金沢外環状道路、金沢市）
- 月浦トンネル（金沢外環状道路、金沢市）
- 神谷内トンネル（金沢外環状道路、金沢市）
- 御所トンネル（金沢外環状道路、金沢市）
- 御所高架橋（金沢外環状道路、金沢市）
- 卯辰トンネル（金沢外環状道路、金沢市）
- 鈴見高架橋（金沢外環状道路、金沢市）

## 地理

### 通過する自治体
- 石川県
  - 金沢市